# П'ятківська волость (Житомирський повіт)
П'ятківська волость — історична адміністративно-територіальна одиниця Житомирського повіту Волинської губернії з центром у містечку П'ятка.

## Історія
Станом на 1885 рік складалася з 18 поселень, 19 сільських громад. Населення — 9986 осіб (4884 чоловічої статі та 5102 — жіночої), 861 дворове господарство.
|                     | Площа, дес. | У тому числі орної, десятин |
| ------------------- | ----------- | --------------------------- |
| Сільських громад    | 8856        | 6649                        |
| Приватної власності | 12874       | 3490                        |
| Казенної власності  | 412         | —                           |
| Іншої власності     | 6370        | 1024                        |
| Загалом             | 28512       | 11163                       |

Основні поселення волості:
- П'ятка — колишнє власницьке містечко за 40 верст від повітового міста, 1170 осіб, 127 дворів, православна церква, синагога, єврейський молитовний будинок, 2 постоялих двори, 3 постоялих будинки, кілька лавок, щорічний ярмарок. За 10 та 12 верст — смоляні заводи.
- Глибочок — колишнє власницьке село, 271 особа, 36 дворів, православна церква, постоялий будинок.
- Городище — колишнє власницьке село, 357 особа, 37 дворів, православна церква, постоялий будинок.
- Малі Коровинці — колишнє власницьке село, 671 особа, 79 дворів, православна церква, 2 постоялих будинки.
- Пилипи — колишнє власницьке село, 759 осіб, 85 дворів, православна церква, часовня старообрядців, постоялий будинок, лавка, 2 млини, смоляний і винокурний завод.
- Слободище — колишнє власницьке село при річці Гнилоп'ять, 1200 осіб, 136 дворів, православна церква, школа, постоялий будинок, водяний млин.
- Соснівка — колишнє власницьке село при річці Гнилоп'ять, 442 особи, 49 дворів, православна церква, постоялий будинок, 2 водяних млини.
- Турчинівка — колишнє власницьке село, 282 особи, 39 дворів, православна церква, постоялий будинок, вітряний млин.
- Тютюнники — колишнє власницьке село, 542 особи, 70 дворів, православна церква, постоялий будинок, вітряний млин.
- Швайківка — колишнє власницьке село при річці Гнилоп'ять, 894 особи, 87 дворів, православна церква, постоялий будинок, кузня, 2 водяних млини[1].

У 1923 році на території волості утворено Бабушківську, Глибочанську, Княжинську, Малокоровинецьку, Пилипівську, Соснівську, П'ятківську, Руднянську, Слободищенську, Тютюнниківську, Швайківську сільські ради. 7 березня 1923 року, відповідно до указу ВУЦВК «Про адміністративно-територіальний поділ», територію волості розділено між новоутвореними Троянівським та Чуднівським районами Житомирської округи.